# Font Book
Font Book — менеджер шрифтів від Apple Inc. для їхньої операційної системи macOS. Був представлений у 2003 році разом з Mac OS X Panther.
Програма дозволяє користувачу:
- Передивлятися та встановлювати шрифти, запобігаючи існуванню декількох однакових копій шрифту.
- Перегляд встановлених шрифтів на прикладах різних текстів з різними розмірами.
- Групування шрифтів в колекції, які можуть використовуватися в програмах Cocoa
- Активувати/деактивувати окремі шрифти або колекції
- Перевіряти цілісність файлів шрифтів
- Експортувати колекції шрифтів для використання на іншому комп'ютері